# Altingia chinensis
Altingia chinensis ist eine immergrüne Laubbaumart aus der kleinen Familie der Altingiaceae innerhalb der Ordnung der Steinbrechartigen (Saxifragales). Sie kommt in Südchina und Vietnam vor.

## Beschreibung

### Vegetative Merkmale
Der immergrüne Baum erreicht eine Höhe von bis zu 35 m und einen Stammdurchmesser von bis zu 60 cm. Er besitzt eine schwach raue Borke. Die Pflanze ist mit Ausnahme der Knospen und der Blütenstände völlig kahl. Die mit Schuppen bedeckten Knospen sind eiförmig und flaumig behaart. Die schraubig angeordneten Laubblätter sind 0,7–1,5 cm lang gestielt. Die Nebenblätter sind klein und hinfällig und hinterlassen kleine Narben. Die einfache und ungeteilte, fiedernervige Blattspreite ist länglich-verkehrteiförmig bis und hat eine Länge von 7–13 cm und eine Breite von 3–4,5 cm. Sie besitzt einen keiligen Grund und ist vorne spitz. Die ledrige Spreite ist zweifarbig. Die 7–8 Paare von beiderseits vorspringenden Seitennerven bilden mit der Mittelrippe ungefähr einen Winkel von 45 Grad und sind gegen den Rand zu stark gebogen und verästelt. Die Seitennerven bilden ein dichtes, gut sichtbares Netz. Der Spreitenrand ist drüsig gekerbt-gesägt.

### Generative Merkmale
Die Geschlechtsverteilung der Blüten ist einhäusig getrenntgeschlechtig (monözisch). Die Blüten besitzen keine Blütenhülle.
Die männlichen Blütenstände sind vielblütige, zylindrische, ca. 1 cm lange Köpfchen. Sie sind gewöhnlich zu 8–10 zu endständigen, 5–7 cm langen Trauben bis Rispen angeordnet. Die unteren Köpfchen besitzen einen flaumhaarigen Stiel, die oberen sind fast sitzend. Die männlichen Blüten bestehen nur aus nicht miteinander verwachsenen Staubblättern mit fast sitzenden, basifixen, also an ihrem Grund dem Staubfaden angehefteten, verkehrt-eiförmigen Staubbeuteln. Die beiden oben gestutzten Theken bestehen aus jeweils zwei Pollensäcken und öffnen sich mit einem Schlitz der Länge nach.
Die weiblichen Blütenstände sind kugelige Köpfchen, die einzeln oder zu mehreren an der Basis der männlichen Blütenstände stehen. Sie sind 2–4 cm lang gestielt, am Grund von vier bis fünf eiförmigen oder lanzettlichen, 10–15 mm langen Hochblättern umgeben und bestehen aus 15–26(–50) miteinander verwachsene Blüten. Diese enthalten nur den halbunterständigen Fruchtknoten, der aus zwei miteinander verwachsenen, nur an der Spitze freien Fruchtblättern besteht, einen ihn umgebenden Diskus und mehrere bespitzte Staminodien. Die unregelmäßig gekerbten Diskuslappen sind am Grund des Fruchtknotens zu einer holzigen Masse verwachsen. Die beiden pfriemlichen, 3–4 mm langen, weißlichen, flaumhaarigen bis papillösen Griffel haben eine zurückgekrümmte Spitze. Jedes der beiden Fruchtknotenfächer enthält an der zentralwinkelständigen Plazenta ungefähr zwölf Samenanlagen.
Die etwa 32–58 mm lang gestielten, annähernd kugeligen Fruchtstände sind im frischen Zustand dunkelgrün und von einem weißlichen Flaum bedeckt. Sie besitzen eine gestutzte Basis. Die Fruchtstände sind ungefähr 18–25 mm lang und 22,4–28 mm breit und enthalten 14–20 einzelne Früchte. Die einzelnen Früchte sind holzige, zweifächerige Kapselfrüchte, die sich fachspaltig mit zwei zweiteiligen Klappen öffnen. Der obere Teil der Griffel und die Staminodien sind im Fruchtzustand nicht mehr vorhanden. Die braunen, glänzenden, kantigen Samen sind 4,4–5,7 mm lang und 2,3–3,3 mm breit.
Altingia chinensis blüht in den Monaten März bis Juni und fruchtet von Juli bis September.

## Verbreitung und Lebensraum
Altingia chinensis ist in Südchina weit verbreitet. Das geschlossene Areal reicht im Norden von Zhejiang über Hunan und Guizhou bis in den Südosten von Yunnan, im Süden bis nach Hainan und nach Sa Pa in der vietnamesischen Provinz Lào Cai. Außerdem kommt die Art auch im Süden Vietnams bei Nha Trang vor.
Die Baumart wächst in Wäldern in 600–1000 m. In Vietnam sind Vorkommen bis in etwa 1700 m Höhe bekannt.

## Taxonomie und Systematik
Die Art wurde zuerst 1852 durch George Bentham auf Basis einer Aufsammlung des britischen Offiziers und Naturforschers John George Champion in der Gattung der Amberbäume als Liquidambar chinense beschrieben und erst 1872 durch den britischen Diplomaten und Botaniker Henry Fletcher Hance zur Gattung Altingia gestellt. Der Typusfundort liegt in Hongkong.
Manche Autoren betrachten Altingia multinervis, Altingia obovata und Altingia yunnanensis als Synonyme von Altingia chinensis. Die große genetische Ähnlichkeit von Altingia obovata mit Altingia chinensis wurde inzwischen auch durch eine molekularbiologische Studie bestätigt. Weiters konnte in derselben Arbeit gezeigt werden, dass Altingia chinensis und Altingia obovata zusammen mit Liquidambar formosana bzw. Liquidambar acalycina an der hybridogenen Entstehung von Semiliquidambar cathayensis beteiligt waren bzw. sind.
Bei einer molekularbiologischen Untersuchung von fünf Abschnitten der Chloroplasten-DNA hat sich Altingia chinensis als Teil einer schwer weiter auflösbaren Klade („E. Asian clade“) dargestellt, die außer mehreren Altingia-Arten auch noch Arten von Liquidambar und Semiliquidambar umfasste. Eine weitere untersuchte Pflanze, die nur mit Unsicherheit Altingia chinensis zugeordnet werden konnte, zeigte sich als Teil einer anderen Klade („Indochina clade“), die außerdem noch Pflanzen von Altingia poilanei und Altingia yunnanensis enthielt.
Nach R. Govaerts wird die Art daher am besten als Liquidambar chinensis Champ. ex Benth. zu Liquidambar gestellt.

## Etymologie
Das Artepitheton chinensis bezieht sich auf das Vorkommen der Art in China. Die Gattung Altingia ist zu Ehren von Willem Arnold Alting (1724–1800) benannt, dem Generalgouverneur von Niederländisch-Indien zur Zeit, als der Erstbeschreiber Francisco Noroña Java besuchte.

## Nutzung
Das Holz wird zur Herstellung von Möbeln verwendet. Es enthält außerdem ätherische Öle, die medizinisch und als Parfüm eingesetzt werden.